# 兜村
兜村（かぶとむら）は、石川県鳳至郡に存在した村である。

## 地理

### 隣接していた市町村
- 町
  - 鵜川町
- 村
  - 住吉村・諸橋村

## 歴史

### 沿革
- 1889年（明治22年）4月1日 町村制の施行により、鳳至郡甲村、曽良村、鹿波村及び山中村を廃し、その区域をもって鳳至郡兜村を設置する。
- 1954年（昭和29年）3月31日 鳳至郡穴水町、兜村及び住吉村を廃し、その区域をもって鳳至郡穴水町を設置する。兜村の4大字は穴水町に継承。